# Quercus panamandinaea
Quercus panamandinaea — вид рослин з родини букових (Fagaceae), ендемік Панами.
Іноді вважається синонімом виду Quercus salicifolia.

## Середовище проживання
Ендемік Панами.